# Episodi di The Philco Television Playhouse (prima stagione)
La prima stagione della serie televisiva The Philco Television Playhouse è stata trasmessa in anteprima negli Stati Uniti d'America dalla NBC tra il 3 ottobre 1948 e il 28 agosto 1949.
| nº | Titolo originale                 | Titolo italiano | Prima TV USA     | Prima TV Italia |
| -- | -------------------------------- | --------------- | ---------------- | --------------- |
| 1  | Dinner at Eight                  |                 | 3 ottobre 1948   |                 |
| 2  | Rebecca                          |                 | 10 ottobre 1948  |                 |
| 3  | Counsellor-at-Law                |                 | 17 ottobre 1948  |                 |
| 4  | Angel in the Wings               |                 | 24 ottobre 1948  |                 |
| 5  | Street Scene                     |                 | 31 ottobre 1948  |                 |
| 6  | This Thing Called Love           |                 | 7 novembre 1948  |                 |
| 7  | Camille                          |                 | 14 novembre 1948 |                 |
| 8  | An Inspector Calls               |                 | 21 novembre 1948 |                 |
| 9  | I Like It Here                   |                 | 28 novembre 1948 |                 |
| 10 | Suspect                          |                 | 5 dicembre 1948  |                 |
| 11 | Parlor Story                     |                 | 12 dicembre 1948 |                 |
| 12 | A Christmas Carol                |                 | 19 dicembre 1948 |                 |
| 13 | The Old Lady Shows Her Medals    |                 | 26 dicembre 1948 |                 |
| 14 | Ramshackle Inn                   |                 | 2 gennaio 1949   |                 |
| 15 | Cyrano de Bergerac               |                 | 9 gennaio 1949   |                 |
| 16 | Papa Is All                      |                 | 16 gennaio 1949  |                 |
| 17 | Pride and Prejudice              |                 | 23 gennaio 1949  |                 |
| 18 | Dark Hammock                     |                 | 30 gennaio 1949  |                 |
| 19 | The Late Christopher Bean        |                 | 6 febbraio 1949  |                 |
| 20 | The Story of Mary Surratt        |                 | 13 febbraio 1949 |                 |
| 21 | Twelfth Night                    |                 | 20 febbraio 1949 |                 |
| 22 | St. Helena                       |                 | 27 febbraio 1949 |                 |
| 23 | The Druid Circle                 |                 | 6 marzo 1949     |                 |
| 24 | Quality Street                   |                 | 13 marzo 1949    |                 |
| 25 | Dinner at Antoine's              |                 | 20 marzo 1949    |                 |
| 26 | Becky Sharp                      |                 | 27 marzo 1949    |                 |
| 27 | And Never Been Kissed            |                 | 3 aprile 1949    |                 |
| 28 | What Makes Sammy Run?            |                 | 10 aprile 1949   |                 |
| 29 | Mr. Mergenthwirker's Lobblies    |                 | 17 aprile 1949   |                 |
| 30 | Burlesque                        |                 | 24 aprile 1949   |                 |
| 31 | Macbeth                          |                 | 1º maggio 1949   |                 |
| 32 | Romeo and Juliet                 |                 | 15 maggio 1949   |                 |
| 33 | This Time, Next Year             |                 | 5 giugno 1949    |                 |
| 34 | It Pays to Advertise             |                 | 12 giugno 1949   |                 |
| 35 | Summer Formal                    |                 | 19 giugno 1949   |                 |
| 36 | Jenny Kissed Me                  |                 | 26 giugno 1949   |                 |
| 37 | Dark of the Moon                 |                 | 3 luglio 1949    |                 |
| 38 | For Love or Money                |                 | 10 luglio 1949   |                 |
| 39 | The Five Lives of Richard Gordon |                 | 17 luglio 1949   |                 |
| 40 | You Touched Me!                  |                 | 24 luglio 1949   |                 |
| 41 | The Fourth Wall                  |                 | 31 luglio 1949   |                 |
| 42 | Enter Madame                     |                 | 7 agosto 1949    |                 |
| 43 | A Murder Has Been Arranged       |                 | 14 agosto 1949   |                 |
| 44 | Pretty Little Parlor             |                 | 21 agosto 1949   |                 |
| 45 | Three Cornered Moon              |                 | 28 agosto 1949   |                 |